# Anoplosuchus
Anoplosuchus es un género extinto de sinápsidos dinocéfalos que existió durante el pérmico medio (Wordiense o desde el Kazaniano  superior al Tatariano inferior) en lo que ahora es Rusia.
El holotipo, PIN 1758/79, es un esqueleto incompleto con cráneo, encontrado en la provincia de Perm, Rusia. Difiere de su contemporáneo Estemmenosuchus en carecer de cuernos y tener un cráneo ligeramente más alargado. Sin embargo, Ivachnenko en 2000 lo consideró una hembra de Estemmenosuchus uralensis.